# Sercus
Sercus település Franciaországban, Nord megyében. Lakosainak száma 489 fő (2022. január 1.). Sercus Blaringhem, Lynde, Morbecque és Wallon-Cappel községekkel határos.

## Népesség
A település népessége az elmúlt években az alábbi módon változott:
| Lakosok száma | 431  | 447  | 455  | 461  | 469  | 476  | 484  | 484  | 489  |
|               | 2013 | 2015 | 2016 | 2017 | 2018 | 2019 | 2020 | 2021 | 2022 |